# Lista de municípios de Roraima por população

Roraima é dividido em 15 municípios, o menor do país.

Esta é uma lista dos municípios de Roraima por população segundo estimativas para 1º de julho de 2024 do Instituto Brasileiro de Geografia e Estatística (IBGE). A lista também reúne informações do Censo 2022, com data de referência em 1º de agosto de 2022.
Roraima é uma das 27 unidades federativas do Brasil, e está dividida em 15 municípios – sendo a menor unidade em número de municípios e também a menos populosa do Brasil –, abrigando 716 793 habitantes (0,31% do total do país). Boa Vista é a capital e município mais populoso do estado, concentrando dois terços dos habitantes.

## Lista
| Pos.  | Municípios         | População Estimativa de 2024 | População (Censo 2022) |
| ----- | ------------------ | ---------------------------- | ---------------------- |
| 1     | Boa Vista          | 470 169                      | 413 486                |
| 2     | Rorainópolis       | 36 747                       | 32 647                 |
| 3     | Alto Alegre        | 23 049                       | 21 066                 |
| 4     | Caracaraí          | 22 443                       | 20 957                 |
| 5     | Pacaraima          | 22 104                       | 19 305                 |
| 6     | Cantá              | 20 552                       | 18 682                 |
| 7     | Mucajaí            | 19 619                       | 18 064                 |
| 8     | Normandia          | 15 744                       | 13 669                 |
| 9     | Amajari            | 15 583                       | 13 927                 |
| 10    | Uiramutã           | 15 571                       | 13 751                 |
| 11    | Bonfim             | 15 222                       | 13 897                 |
| 12    | Caroebe            | 11 708                       | 10 656                 |
| 13    | Iracema            | 10 778                       | 10 023                 |
| 14    | São João da Baliza | 9 727                        | 8 858                  |
| 15    | São Luiz           | 7 777                        | 7 315                  |
| Total | Roraima            | 716 793                      | 636 303                |